# چوان هونگچان
چوان هونگچان (چینی ساده‌شده: 全红婵; چینی سنتی: 全紅嬋; پین‌یین: Quán Hóngchán؛ زادهٔ ۲۸ مارس ۲۰۰۷) شیرجه‌رو زن اهل چین است.
وی در مسابقات کشوری و بین‌المللی در مجموع برندهٔ ۱ مدال طلا شده‌است.